# Страшнов Альвіан Платонович
Альвіа́н Плато́нович Страшно́в — архітектор радянських часів, заслужений архітектор УРСР.

## Біографія
1938 року закінчив Ленінградський інститут інженерно-комунального господарства, працював у Ленінграді архітектором. Того ж 1938-го призваний у РА, працював у «Воєнпроекті», у березні 1941-го вийшов у запас. У липні 1941-го мобілізований до лав РА, працював на будівництві порту на річці Кама в місті Камбарка по березень 1942 року. Порт будувався через необхідність перевантаження вугілля з Кузбасу з вагонів на баржі.
По закінченні війни з січня 1946 року працював у Донецьку, архітектор в «Облпроекті». У інституті пропрацював до 1976 року.

### Творчість
- у співавторстві — будова експериментальної школи № 5 м. Донецька
- планування центральної частини Донецька
- будови Інституту металів
- «Гіпросталь»
- прибудова до третього корпусу Донецького педагогічного інституту
- експериментальна школа на 2032 учні, Донецьк, 1965, архітектори Павло Вігдергауз, В. І. Волик, Йосип Каракіс, Страшнов, мозаїчні композиції — художники В. І. Зарецький та Г. І. Синиця,
- також
- центральна гірничорятувальна станція Донбасу,
- готель «Україна» (Донецьк), 1956,
- комплекс будов УГКБ в Донецьку, 1967,
- реконструкція Донецького кінотеатру ім. Т. Г. Шевченка, 1968